# Bois-de-Haye
Bois-de-Haye é uma comuna francesa na região administrativa do Grande Leste, no departamento de Meurthe-et-Moselle. Estende-se por uma área de 24.68 km², e possui 2.280 habitantes, segundo o censo de 2018, com uma densidade de 92 hab/km².
Foi criada, em 1 de janeiro de 2019, a partir da fusão das antigas comunas de Velaine-en-Haye e Sexey-les-Bois.